# De l’égalité des races humaines
De l’égalité des races humaines (französisch; Über die Gleichheit der Menschenrassen) von Anténor Firmin (1850–1911) ist ein grundlegender Text in der kritischen Anthropologie, der erstmals 1885 veröffentlicht wurde. 

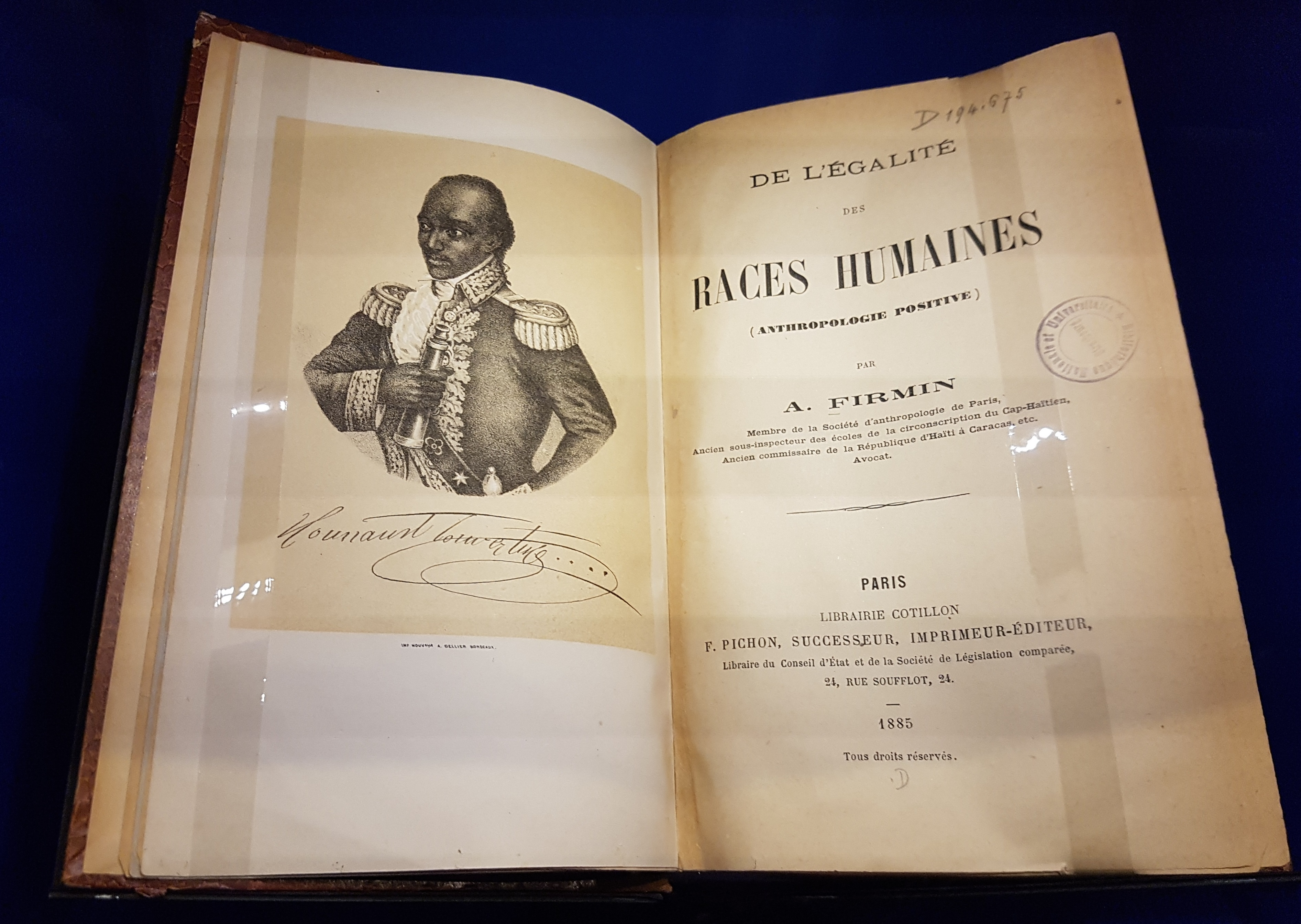
De l'égalité des races humaines - Frontispiz (mit einer Darstellung von Toussaint Louverture) - Titelseite der Ausgabe Paris 1885 (éd. Librairie Cotillon, F. Pichon)

 Das Werk ist eine frühe Antwort auf Arthur de Gobineaus (1816–1882) verhängnisvollen rassistischen Versuch über die Ungleichheit der Menschenrassen (Essai sur l’inégalité des races humaines), das 1853–1855 erstmals erschienene bekannteste Werk des französischen Diplomaten und Schriftstellers. Anténor Firmin war Mitglied der Pariser Gesellschaft für Anthropologie (Société d’anthropologie de Paris). Der Autor nahm an den Debatten über die Einteilung der menschlichen Spezies in höhere und niedrigere Rassen teil.

## Autor und Werk

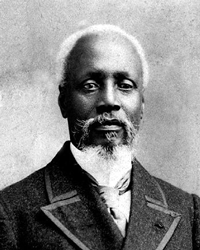
Anténor Firmin (1850–1911)

Der afrokaribische haitianische Politiker und Intellektuelle des 19. Jahrhunderts wollte mit diesem Buch die rassistischen Thesen Gobineaus bekämpfen. Es handelt sich um ein Werk, das der panafrikanischen Bewegung eine große wissenschaftliche Strenge verlieh.
Das Buch trägt den Untertitel Anthropologie positive (Positivistische Anthropologie). Unter Berufung auf Ideen Auguste Comtes argumentiert der Autor, dass das Argument für die Gleichheit der Rassen auf der Grundlage wissenschaftlicher Fakten und nicht auf der Grundlage von a-priori-Annahmen über Rassenunterschiede oder philosophischen Behauptungen über Rassenunterschiede vorgebracht werden muss.
Indem er sich gegen Pseudowissenschaftlichkeit positionierte, definiert Firmin eine kritische, soziale und kulturelle Anthropologie. Er bewertet die wesentliche Rolle der afrikanischen Kulturen in der Geschichte der Zivilisation neu, von den Ägyptern bis zur ersten schwarzen Republik Haiti. Der Autor bekräftigt seine Gewissheiten über die Gleichheit der Menschen und bietet neue Wege an, über den Zustand der Schwarzen nachzudenken.
Firmin stellt darin die Vorstellung einer Rassenhierarchie in Frage, die durch Werke wie Gobineaus Klassiker des rassistischen Denkens aus dem Jahr 1853 aufrechterhalten wurde, das als eine der Grundlagen für die Entwicklung der anthropologischen Wissenschaften in der akademischen Welt auch über Frankreich hinaus gedeihen sollte.
Firmin erkannte die Schrift Gobineaus als das, was sie ist - nämlich eine Abhandlung zur Rechtfertigung von Sklaverei und Imperialismus unter dem Deckmantel der Wissenschaft. Er nahm sich Gobineaus Pseudowissenschaftlichkeit in seinem eigenen Werk vor und stellte dessen vermeintliche Bewertung und wissenschaftliche Autorität kühn in Frage.
Sein Werk wurde als ein „bahnbrechendes Werk in der Theorie der Rassenbeziehungen im haitianischen intellektuellen Denken und im Kampf um die Anerkennung einer schwarzen Zivilisation, die von intellektuellen und wissenschaftlichen Kreisen zu jener Zeit nicht richtig anerkannt wurde“ angesehen.
Anténor Firmins 1885 in Paris veröffentlichtes Hauptwerk, ein grundlegender Text der Anthropologie, wurde für lange Zeit weitgehend ignoriert oder abgetan. Erst kürzlich wurde der Text „wiederentdeckt“ und unter dem Titel The Equality of the Human Races (Positivist Anthropology) (2000) ins Englische übersetzt, 115 Jahre nach seiner ursprünglichen Veröffentlichung. Somit wurde er für die Anthropologie zum ersten Mal neu ausgewertet.
Firmin war eines von zwei haitianischen Mitgliedern der Pariser Gesellschaft für Anthropologie (Société d’anthropologie) von 1884-88, während seiner Jahre in Frankreich als haitianischer Gesandter, obwohl sein Name offenbar bis Jahre nach seinem Tod 1911 auf der Liste blieb. Obwohl er Mitglied der Société war und an vielen ihrer Sitzungen teilnahm, wurde seine Stimme durch die damals vorherrschende rassistische physische Anthropologie und wegen seiner „Rasse“ effektiv zum Schweigen gebracht.
In den Memoires, die eine Abschrift der Beratungen der Société darstellen, meldete sich Firmin offenbar nur zweimal zu Wort, und beide Male wurde er durch rassistische Kommentare zum Schweigen gebracht. An einem Punkt erhob er sich, um die biologische Bestimmung der Rasse in Frage zu stellen, die die vorherrschende physische Anthropologie von Paul Broca (1824–1880) und anderen durchdrang, als er mit Clémence Royer (einer rassistische Theorien vertretenden Pionierin der Wissenschaft, die Darwins On the Origin of Species (Über den Ursprung der Arten) ins Französische übersetzte) konfrontiert wurde, die Firmin fragte, ob seine intellektuellen Fähigkeiten und seine Anwesenheit in der Société nicht das Ergebnis einer weißen Abstammung seien, die er möglicherweise besitze. Firmin erzählt in seinen eigenen Worten im Vorwort, dass er mit denjenigen debattieren wollte, die „die menschliche Spezies in höhere und niedrigere Rassen einteilen“, aber er befürchtete, dass seine Anfrage abgelehnt werden würde. Der gesunde Menschenverstand hätte ihm gesagt, dass er Recht hatte, zu zögern. In diesem Moment sei ihm die Idee gekommen, dieses Buch zu schreiben.
In jüngerer Zeit hat sich die amerikanische Anthropologin Carolyn Fluehr-Lobban in verschiedenen Schriften um die Erforschung der Zusammenhänge um Firmins Hauptwerk verdient gemacht. Von ihr stammt auch die Einführung (Introduction) zur englischen Übersetzung.

## Widmung (À Haïti)
Seinem Werk schickt der Autor die Widmung (À Haïti / „Für Haiti“) voran:

« Puisse ce livre être médité et concourir à accélérer le mouvement de régénération que ma race accomplit sous le ciel bleu et clair des Antilles !
Puisse-t-il inspirer à tous les enfants de la race noire, répandus sur l'orbe immense de la terre, l'amour du progrès, de la justice et de la liberté ! Car, en le dédiant à Haïti, c'est encore à eux tous que je l'adresse, les déshérités du présent et les géants de l'avenir. »

„Möge dieses Buch beachtet werden und dazu beitragen, die Bewegung der Regeneration zu beschleunigen, die meine Rasse unter dem blauen und klaren Himmel der Antillen vollzieht!
Möge es allen Kindern der schwarzen Rasse, die über den riesigen Erdball verteilt sind, die Liebe zum Fortschritt, zur Gerechtigkeit und zur Freiheit einflößen! Denn indem ich es Haiti widme, richte ich es auch an sie alle, die Benachteiligten der Gegenwart und die Giganten der Zukunft.“